# Veřejné mínění
Veřejné mínění (anglicky public opinion, německy öffentliche Meinung, francouzsky opinion publique) je koncept a pojem používaný ve vícero společenskovědních disciplínách, jako například sociologii, sociální psychologii, politologii filosofii, žurnalistice a dalších. Tento pojem nemá ustálenou definici, existuje několik definic, ale nejčastěji je veřejné mínění definováno jako souhrn názorů a hodnocení, které členové veřejnosti vyjadřují k určitému tématu, nebo jako shoda názorů mezi členy veřejnosti dosažená vzájemnou diskuzí (jednoduše řečeno je to názor či smyšlení společnosti). Někdy může být též označováno jako „pověst“, „fáma“, „hlas lidu“, veřejná (obecná) „reputace“, „souhlas lidu“ atp.
„Veřejnost“ lze charakterizovat jako „větší část společnosti zainteresovaná na výsledcích ekonomických a společenských aktivit obecnějším dopadem, na řešení určitého společenského problému, respektive na společenském dění jako takovém. Je to skupina, o jejíž přízeň se uchází decizní sféra (rozhodující řídící sféra, zejména pro ekonomicko-politickou oblast) politické strany, masmédia, producenti a distributoři spotřebního zboží“.
„Mínění“ charakterizujeme z hlediska sociologie jako reflektované vyjádření vztahu člověka k určitým jevům. Těmi jevy se myslí spektrum nejrůznějších pocitů, domněnek, racionálních poznatků atd., pro něž je typická určitá míra hodnotícího charakteru.
Veřejným míněním je myšleno i mínění lidí, kterým se vyjadřují veřejně vůči cizím osobám a které se může lišit od jejich soukromého názoru. Veřejné mínění nemůže vzniknout, pokud neexistuje možnost činit nějaká veřejná rozhodnutí, je tak jedním ze zdrojů oprávněnosti demokracie. Veřejné mínění má také důležitou roli v politice, hlavně v demokratických státech. Volební kampaně mají za úkol hýbat s veřejným míněním.

## Funkce veřejného mínění
Demokratizační - projevují se důrazem na přihlížení k tomu, co si lidé myslí. Veřejné mínění zde plní funkci při rozhodování o politických záležitostech. Tato funkce může být naplňována různými způsoby, v podobě referend při přímé demokracii, či v podobě voleb volených zástupců v rámci zastupitelské demokracie. 
Kontrolní - představuje formu sociální kontroly a to např. v případech veřejných činitelů, kteří prezentují své sliby, a následně veřejnost chce vědět, jak byly splněny, pokud nebyly tak proč atp.
Hodnotící – plní funkci poskytování zpětné vazby
Morální až právní – základem je, že veřejné mínění představuje hodnocení jednání, činů. (může také urychlit přijetí zákona) 
Artikulační – veřejné mínění takto formuluje a vyjadřuje, co společnost shledává svými zájmy a potřebami v nejrůznějších oblastech.

## Historie
Význam veřejného mínění se v minulosti znatelně vyvíjel. Dříve bylo v některých teoriích chápáno jako přímý výsledek aktivit veřejnosti. Rozhodující význam mělo za antiky, kdy tehdejší formy demokracie na něm byly de facto založené. Podstatně méně významným bylo veřejné mínění ve středověku, avšak s nástupem renesance jeho význam opět stoupá, objevují se autoři přímo se zabývající touto tematikou, mezi něž patří například i Niccoló Machavelli. Postupem času, se sílícím kapitalismem a ústupem feudalismu, vliv a význam veřejného mínění postupně roste. Později reagují některé sociologické přístupy na urbanizaci a hledají inspiraci v poznatcích rozvíjející psychologie. Ve 30. letech 20. století vypracoval základy empirických kvantitativních výzkumů George Gallup, ve kterých se zaměřil na zkoumání jednotlivců. Do té doby převažující model veřejnosti ustoupil chápání veřejného mínění jako souboru individuálních názorů.
V České republice má veřejné mínění nemalou tradici. První výzkumný institut byl založen již v roce 1946 v tehdejším Československu. O čtyři roky později byl ale zrušen jako nepotřebný. Před rokem 1989 zde působily tři instituce, které se zabývaly výzkumem trhu a veřejného mínění. V roce 1967 vznikl jako součást Akademie věd Sociologický Ústav pro výzkum veřejného mínění, který v průběhu „pražského jara“ zkoumal politické názory a postoje. Dále existoval Výzkumný ústav obchodu, který také patřil pod Akademii věd a přibližně od roku 1972 několikrát přejmenovávaný Institut pro výzkum veřejného mínění působící pod Státním statistickým úřadem, který po roce 1989 přechází pod vedením Bohumila Jungmanna pod Akademii věd jako součást Sociologického ústavu.
Po roce 1990 vznikla řada agentur, zabývající se průzkumem trhu a veřejného mínění.  První výzkumné agentury či sdružení agenturního typu se objevily bezprostředně po revoluci na začátku roku 1990. Mnozí lide přešli ze Sociologického ústavu, Výzkumného ústavu obchodu nebo Ústavu pro výzkum veřejného mínění, bylo založeno například Středisko empirických výzkumů – STEM, Asociace pro nezávislou sociální analýzu – AISA, DEMA, Dema Rapid, Marktest, Ecoma, Raisa, Amasia, Factum, a řada dalších. V tomto období se tak uplatnilo české majetkové a duševní vlastnictví plynoucí z akademické sféry. To bylo do jisté miry podporováno i velkým zaměřením na sociálně politické výzkumy (alespoň během prvních let). Dalším motorem tohoto prudce se rozvíjejícího oboru byl bezesporu  hlad po informacích ze strany velkých marketingových zahraničních společností a později médií.

## Vlivy
Veřejné mínění lze ovlivňovat mnoha způsoby. Je formováno faktory materiálního a duchovního rázu, spolu s poznatky a emocemi, též zmiňuje podstatnou roli širokého spektra dostupných informací. K nejčastěji skloňovaným faktorům patří média, dále vlastní zkušenost, zájem o danou problematiku.

## Faktory
Osobní a zprostředkovanou zkušenost - poznání, jehož zdrojem je vnější prostředí člověka.
Hodnotový systém - hierarchie hodnot, závisející na preferenci jednotlivých hodnot, vznik i změny hierarchie závisí na činitelích, mezi něž patří věk, inteligence, vzdělání, výchova, profese, rodina a společenské zařazení.
Výchova - systematické rozvíjení emocionálních a racionálních schopností jedince, utváření postojů, způsobů chování a to v souladu s cíli dané skupiny kultury.
Vytvořené postoje a názory - komplexní tendence vyjadřovat se ustáleným způsobem na určité situace, myšlenky, objekty, osoby, atp.
Bezprostřední okolí - postoje a názory členů bezprostředního okolí jedince
Stereotypy - základ pro nezdůvodnitelné předsudky
Názorové vůdcovství - sociologický koncept, podle něhož existuje ve společnosti část aktivních a informovaných jedinců, kteří názorově ovlivňují ostatní
Spirála mlčení – situace, kdy se z jakéhokoliv důvodu o něčem „raději nemluví“ či nějaký názor „raději neříká“, rozšiřuje se toto mlčení ve společnosti a je tak vytvářen dojem, že tento postoj ve společnosti neexistuje, přestože je z důvodu jevu spirály mlčení pouze lidmi nevyjadřován.
Média - veřejný sdělovací prostředek s velkým počtem oslovených příjemců

## Výzkum
Výzkum veřejného mínění je jednou ze složek sociologie jakožto společenskovědního oboru a zabývá se názory a postoji obyvatelstva k nejrůznějším aspektům společenských vztahů.  Dnešní výzkum veřejného mínění se principielně příliš neliší od metody, kterou při svém výzkumu ve 30. letech 20. století aplikoval George Gallup. Jeho metoda výzkumu spočívá ve dvou nejdůležitějších aspektech:
1.      Je prováděn pomocí standardizovaného rozhovoru tazatele s dotázaným. Takový rozhovor spočívá v předčítání otázek i možných odpovědí dotázanému tazatelem, kdy odpovědi vybrané dotázaným jsou zaznamenávány.
2.      Je používán reprezentativní statistický výběr respondentů. Takto je docilováno vědeckosti postupu a věrohodnosti výsledků. 
V České republice se výzkumem veřejného mínění aktuálně zabývají vědecké ústavy, tedy Centrum pro výzkum veřejného mínění při Sociologickém ústavu akademie věd ČR, a dále specializované agentury, jako např. SC&C, TNS AISA či agentura STEM.